# Christer Löfstrand
Christer Löfstrand ist ein schwedischer Poolbillardspieler. Er wurde 1988 Vize-Europameister.

## Karriere
1981, 1982 und 1983 wurde Christer Löfstrand Junioren-Europameister im 8-Ball.
1988 gewann er erstmals eine Medaille bei der Herren-EM. Im 9-Ball erreichte er das Finale, unterlag dort jedoch seinem Landsmann Tom Storm.
1991 gewann er Bronze im 9-Ball.